# Lose Your Marbles
『Lose Your Marbles』（ルーズ・ユア・マーブルス）は、SegaSoftによって開発及び公開され、1997年8月19日にMicrosoft Windows用にリリースされたパズルゲームである。Lite版がMicrosoft Plus! 98に収録されていた。

## モード
Lite版は練習モードと1人用プレイのモードから成る。練習モードは対戦ではなくただ1人で制限時間内にひたすらマーブルを消していくモードで、1人用プレイはコンピュータと対戦するモードとなっている。

## ルール
- このゲームは、ボードに置かれたマーブルを操作して消していくゲームである。
- ボードは縦15行、横5列の大きさとなっている。
- 操作はカーソルの左右への移動、カーソルのある列のマーブルの上下への移動、及び中央の行のマーブルの右方向への移動が可能である。
  - マーブルの上下への移動については、マーブルが中央の行から外れるような移動や、マーブルがボードの外に出るような移動はできない。
  - 中央の行のマーブルの右方向への移動については、その最も右側の列のマーブルは最も左側の列に移動する。
- マーブルについては、基本的には赤・橙・緑・青・黒の5色があり、難易度1では5列5行、難易度2では5列7行、難易度3では5列9行が初期配置される。
- 中央の行で同色のマーブルを3個以上隣接させるとそのマーブルが消える[1]。その際、対戦であればマーブルを相手に送りつけることができる。
  - 列の最も上のマーブルを消した場合[2]はその列の残りのマーブルが上へ1マス移動し、それ以外のマーブルを消した場合にはその列の消えたマーブルより上のマーブルが下へ1マス移動する。それを利用して2組以上のマーブルを連続して消すことも可能であり、その場合は連続消去数に応じた数をボーナスしてマーブルが対戦相手に送られる（詳細は後述）。
  - マーブルが初期配置された数しかない列のマーブルを消した際には、上または下のマーブルの数の少ない方に新たなマーブルが発生し、これにより各列のマーブルの数は常に初期配置数以上に維持される。
- ゲーム開始時に、ボーナスマーブルが5色のうち1色をランダムに選んで決められ、ボードの外側にその色と数字が「×」で繋いだ形式で表示される。
  - ボーナスマーブルの数字はゲーム開始時には1となっており、ボーナスマーブルの色を3個消しまたは4個消しするごとに1ずつ増える。よってその数字はその消した回数＋1を表すことになる[3]。
  - マーブルを5個消しすると、ボーナスマーブルの色は5個消しした色に更新されて数字は1に戻り、それまでに溜めたボーナスマーブルの数字に応じた数のマーブルが対戦相手に送られる（詳細は後述）。
- 対戦の場合、ボード全部がいっぱいになると負けである。
  - 一方のボードの大部分がマーブルで埋まり、もう少しで負けになるピンチに陥ると、BGMが速く再生されるようになる。
  - 1人用プレイでは、対戦終了時にどれかキーを押すと続行する。コンピュータに負けた場合は、続けるかどうかを選択する画面となる。
  - 2戦目以降の対戦では、両者の勝ち数が画線法(タリーマーク)によって表される。

### 対戦相手に送られるマーブルの数及び送られ方
この表では、対戦の場合にマーブルを消した際に、その消し方により送られるマーブルの数及びその送られ方を示す。練習モードの場合は、そのプレイにおける送られる数の累計が数字で表示される。
| マーブルの消し方                | 送られるマーブルの数                | 送られ方 | 備考 |
| ------------------------------- | ----------------------------------- | --- | --- |
| 3個消し（ボーナスマーブル以外） | 1                                   | ボードの上または下から転がる形で送られる。 | |
| 3個消し（ボーナスマーブル）     | 3                                   | ボードの上または下から転がる形で送られる。 | |
| 4個消し（ボーナスマーブル以外） | 2                                   | ボードの上または下から転がる形で送られる。 | |
| 4個消し（ボーナスマーブル）     | 4                                   | ボードの上または下から転がる形で送られる。 | |
| 5個消し                         | 合計3×（ボーナスマーブルの数字＋1） | ボードの上または下から転がる形で送られる。 | この場合の具体的な送られ方は、まず前の色のボーナスマーブルを対戦相手に送る演出があり、それが溜めた数字に1を加えた数字に変わり、1秒ごとにその数字が減ると同時に3個ずつ出現し、0になったら数字が消えるというものである。合計数は3×（ボーナスマーブルの色を3個消しまたは4個消しした回数＋2）とも表現でき、ボーナスマーブルの色を1回も消していなくても最低6個（演出として送られる数字は2）は保証されることになる。また相手のボードに既に5個消しによる数字を送っているときに更に5個消しをした場合は、その数字が加算される。 |
| 2連鎖目のボーナス               | 2                                   | 送られる数を表す数字が対戦相手に送られる演出があった上で、新たなマーブルが（ボードの上または下から転がるのではなく）既にあるマーブルの上または下に接するように直接出現する形で送られる。 | |
| 3連鎖目のボーナス               | 4                                   | 送られる数を表す数字が対戦相手に送られる演出があった上で、新たなマーブルが（ボードの上または下から転がるのではなく）既にあるマーブルの上または下に接するように直接出現する形で送られる。 | |
| 4連鎖目のボーナス               | 8                                   | 送られる数を表す数字が対戦相手に送られる演出があった上で、新たなマーブルが（ボードの上または下から転がるのではなく）既にあるマーブルの上または下に接するように直接出現する形で送られる。 | |
| 5連鎖目のボーナス               | 16                                  | 送られる数を表す数字が対戦相手に送られる演出があった上で、新たなマーブルが（ボードの上または下から転がるのではなく）既にあるマーブルの上または下に接するように直接出現する形で送られる。 | |
| 6連鎖目のボーナス               | 32                                  | 送られる数を表す数字が対戦相手に送られる演出があった上で、新たなマーブルが（ボードの上または下から転がるのではなく）既にあるマーブルの上または下に接するように直接出現する形で送られる。 | 練習モードのマーブルの数字は32増え、数字が送られる演出も32だが、対戦で実際に送られる数としては、連鎖前の相手のボードのマーブルの数が難易度1の初期状態と同じあるいはそれに近い場合でも、5連鎖目で相手のボードがかなり埋まる関係上か、32個よりは少なくなり、多くの場合は相手のボードが1マスから数マスだけ空く形になる（場合によっては完全に埋まって勝負が決まる）。 |
| 7連鎖目のボーナス               | 64                                  | 送られる数を表す数字が対戦相手に送られる演出があった上で、新たなマーブルが（ボードの上または下から転がるのではなく）既にあるマーブルの上または下に接するように直接出現する形で送られる。 | 練習モードのマーブルの数字は64増え、数字が送られる演出も64だが、対戦で実際に送られる数としては、相手のボードが空いていればわずかな空きスペースに1個だけ送られることが多い。 |
| 8連鎖目以降のボーナス           | （備考参照）                        | 送られる数を表す数字が対戦相手に送られる演出があった上で、新たなマーブルが（ボードの上または下から転がるのではなく）既にあるマーブルの上または下に接するように直接出現する形で送られる。 | 内部的には倍々の扱い（8連鎖目は128、9連鎖目は256など）で、練習モードのマーブルの数字はその数通り増えるが、数字が送られる演出の上では99と表示される。対戦で実際に送られる数としては、相手のボードが空いていればわずかな空きスペースに1個だけ送られることが多い。 |

## フルバージョンについて
- フルバージョンでは、2人用ネットワークプレイも搭載されている。
- Lite版では、練習モード・1人用プレイともレベル1しかないが、フルバージョンではそれより上のレベルがレベル5まである。
  - レベルが上がると対戦時の背景やBGMも変わり、また基本的な赤・橙・緑・青・黒の5色のマーブル以外に、次のような特殊なマーブルが出現する。これらの特殊なマーブルは5個消ししてもボーナスマーブルの更新や溜めたボーナスマーブルの数字による攻撃はない。
    - 銀色のマーブルは、消すと相手にそれと同じ数の灰色のマーブルを送ることができる。
    - 赤くて光るマーブルは、消すとマーブルの配置が簡単に大連鎖ができるものに変わる。

## その他
英語の「lose one's marbles」の慣用句としての元々の意味は、気が狂う、正気を失う、ぼけるなどといった意味である。